# Dingzhou
Dingzhou (chinois : 定州市 ; pinyin : dìngzhōu shì) est une ville-district de la province du Hebei en Chine. Elle est placée sous la juridiction de la ville-préfecture de Baoding.

## Démographie
La population de l'ensemble de la ville-district de Dingzhou était de 619 116 habitants en 1999, et celle du centre urbain était estimée à 155 468 habitants en 2007.

## Faits de société
Selon la Laogai Research Foundation, deux laogai (« camps de rééducation par le travail ») y seraient implantés.